# 明新 (福井市)
明新（めいしん）は、福井県福井市の地域。九頭竜ブロック(市北部・九頭竜川右岸)に属する。

## 人口
明新には2024年1月1日現在15809人が住んでおり、世帯数は6532世帯。そのうち男性が7566人、女性は8243人。